# Carl Möller (militär)
Carl Anders Möller, född den 2 augusti 1872  i Uddevalla, död där den 2 augusti 1953, var en svensk militär.
Möller blev underlöjtnant vid Bohusläns regemente 1892. Han fick transport till Svea trängbataljon 1893, där han befordrades till löjtnant 1894 och kapten 1909. Möller blev major vid trängen och chef för Skånska trängkåren 1917, samt överstelöjtnant 1919 och chef för Svea trängkår 1925. Han blev överste i armén 1926 och övergick till reserven 1927. Möller blev riddare av Svärdsorden 1913. Han vilar på Norra kyrkogården i Uddevalla.